# Icteranthidium ferrugineum
Icteranthidium ferrugineum är en biart som först beskrevs av Fabricius 1787.  Icteranthidium ferrugineum ingår i släktet Icteranthidium och familjen buksamlarbin.

## Underarter
Arten delas in i följande underarter:
- I. f. discoidale
- I. f. ferrugineum